# Blepharita septentrionalis
Blepharita septentrionalis är en fjärilsart som beskrevs av Hoffmann. Blepharita septentrionalis ingår i släktet Blepharita och familjen nattflyn. Inga underarter finns listade i Catalogue of Life.